# 泉田町 (刈谷市)
泉田町（いずみだちょう）は、愛知県刈谷市の町名。丁番を持たない単独町名であり、29の小字が設置されている。郵便番号は448-0004（集配局：刈谷郵便局）。

## 地理
境川と逢妻川に挟まれた洪積台地上に位置する。

## 歴史
縄文時代から室町時代にかけての複合遺跡である泉田古墳群、平安時代と鎌倉時代にかけての泉田古窯群が発見されている。
戦国時代の武将である矢田作十郎は泉田を拠点としたと伝えられ、永禄6年（1563年）には三河一向一揆で一揆方に与した。この時代の名残で、絵下城（えげじろ）、上の門、下市場、市場屋敷などの地名が残っている。中世には和泉田村という表記もみられる。
江戸時代には刈谷藩領であり、池鯉鮒宿の助郷村でもあった。近世当初には泉田村の出郷として今川村があったが、享保16年（1731年）には泉田村から今川村が分村した。東海道の一里塚があった一里山も泉田村の出郷だった。天保3年（1833年）の戸数は318、人口は1,264。
泉田村は洪積台地上にあるため水利が悪く、水田の開発が進んだのは大正時代に金山揚水が完成してからである。1878年（明治11年）には泉田村・今川村・今岡村が合併して逢見村が発足した。1889年（明治22年）には町村制の施行により改めて逢見村が発足し、1906年（明治39年）には逢見村・一ツ木村・境村・東境村が合併して富士松村が発足した。1955年（昭和30年）には富士松村が刈谷市に編入合併され、泉田は刈谷市大字逢見の一部となった。1970年（昭和45年）には大字逢見が泉田町・今川町・今岡町などに分かれ、泉田という地名が復活した。

### 行政区の変遷
| 郡     | 明治1年-明治21年 | 明治1年-明治21年    | 明治22年 町村制 | 明治24年-明治39年   | 明治39年-昭和30年     | 昭和30年-現在       |
| ------ | ---------------- | ------------------- | --------------- | ------------------- | --------------------- | ------------------- |
| 碧海郡 | 泉田村           | 明治11年合併 逢見村 | 逢見村          | 逢見村              | 明治39年合併 富士松村 | 昭和30年合併 刈谷市 |
| 碧海郡 | 今岡村           | 明治11年合併 逢見村 | 逢見村          | 逢見村              | 明治39年合併 富士松村 | 昭和30年合併 刈谷市 |
| 碧海郡 | 今川村           | 明治11年合併 逢見村 | 逢見村          | 逢見村              | 明治39年合併 富士松村 | 昭和30年合併 刈谷市 |
| 碧海郡 | 一ツ木村         | 一ツ木村            | 一ツ木村        | 一ツ木村            | 明治39年合併 富士松村 | 昭和30年合併 刈谷市 |
| 碧海郡 | 築地村           | 築地村              | 一ツ木村        | 一ツ木村            | 明治39年合併 富士松村 | 昭和30年合併 刈谷市 |
| 碧海郡 | 井ヶ谷村         | 井ヶ谷村            | 境村            | 境村                | 明治39年合併 富士松村 | 昭和30年合併 刈谷市 |
| 碧海郡 | 西境村           | 西境村              | 境村            | 境村                | 明治39年合併 富士松村 | 昭和30年合併 刈谷市 |
| 碧海郡 | 東境村           | 東境村              | 境村            | 明治24年分村 東境村 | 明治39年合併 富士松村 | 昭和30年合併 刈谷市 |

## 世帯数と人口
2019年（令和元年）6月1日時点の世帯数と人口は以下の通りである。
| 町丁   | 世帯数    | 人口    |
| ------ | --------- | ------- |
| 泉田町 | 2,329世帯 | 5,611人 |

### 人口の変遷
国勢調査による人口の推移
| 1995年（平成7年）  | 4,027人 | [ 7 ]  |  |
| 2000年（平成12年） | 4,367人 | [ 8 ]  |  |
| 2005年（平成17年） | 4,691人 | [ 9 ]  |  |
| 2010年（平成22年） | 5,189人 | [ 10 ] |  |
| 2015年（平成27年） | 5,675人 | [ 11 ] |  |

## 施設

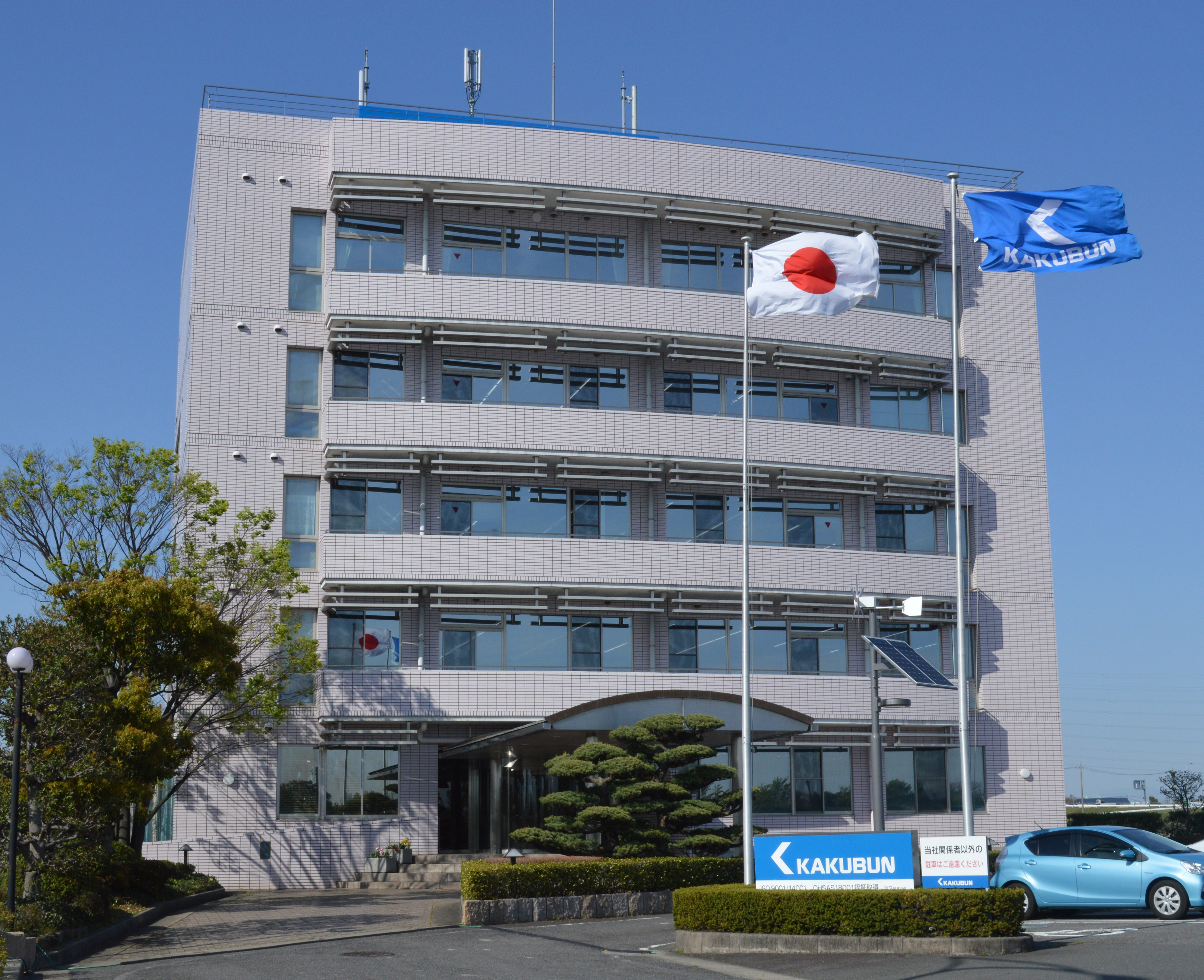
角文

- 泉田市民館
- 刈谷泉田簡易郵便局
- 角文株式会社 - 総合建設会社。

## 小・中学校の学区
市立小・中学校に通う場合、学区は以下の通りとなる。
| 番・番地等 | 小学校                 | 中学校               |
| ---------- | ---------------------- | -------------------- |
| 全域       | 刈谷市立富士松南小学校 | 刈谷市立雁が音中学校 |

## 名所・旧跡

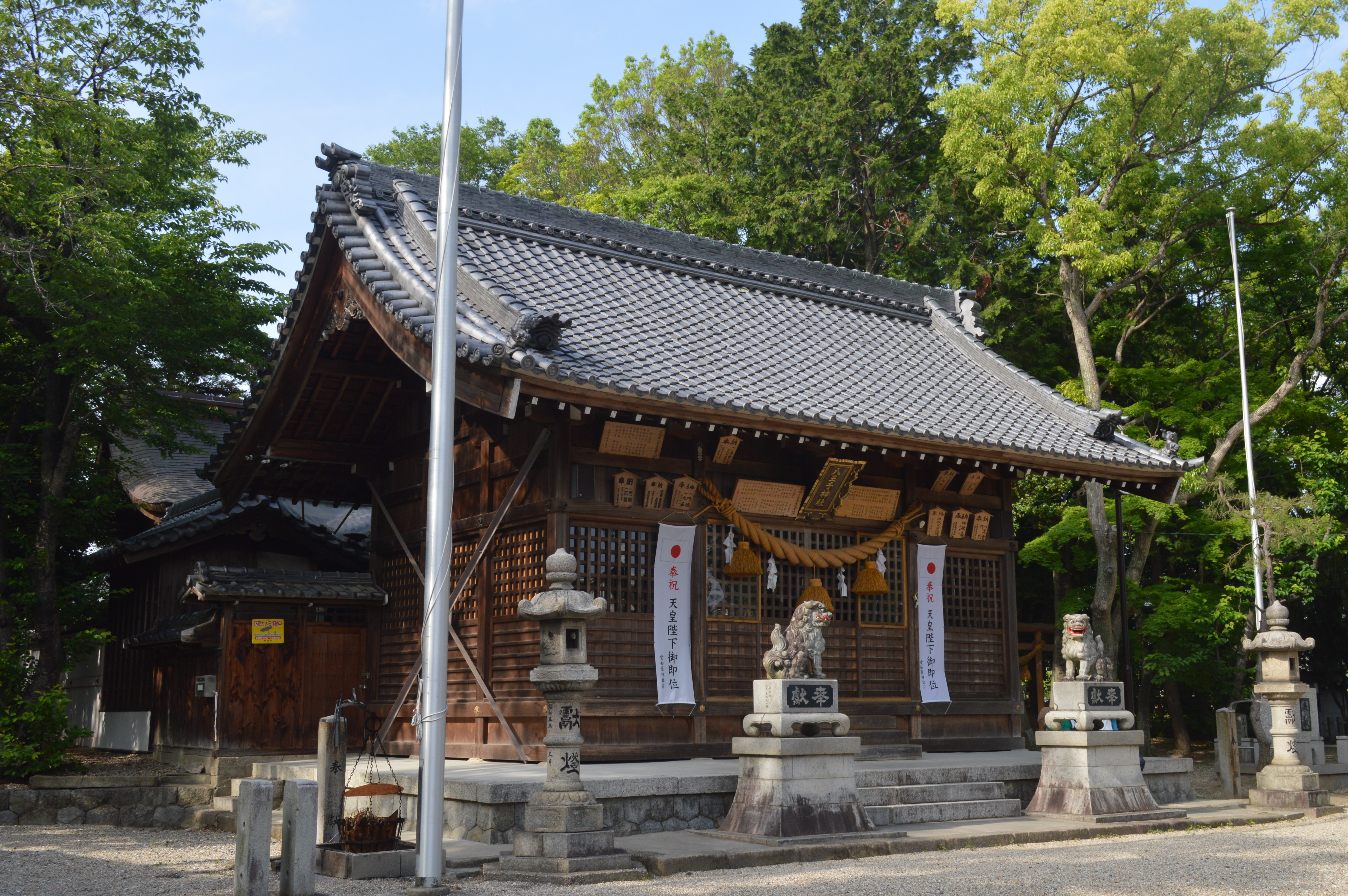
八王子神社

- 泉田古墳 - 八王子神社の境内に横穴式石室が移築されている。
- 八王子神社貝塚 - 弥生時代の貝塚。刈谷市指定史跡（1958年指定）。
- 八王子神社 - 村社。八王子神社貝塚の上に建っている。
- 順慶寺 - 真宗大谷派の寺院[14]。
- 浄信寺 - 真宗大谷派の寺院。
- 西念寺 - 真宗大谷派の寺院。